# Škoda lásky

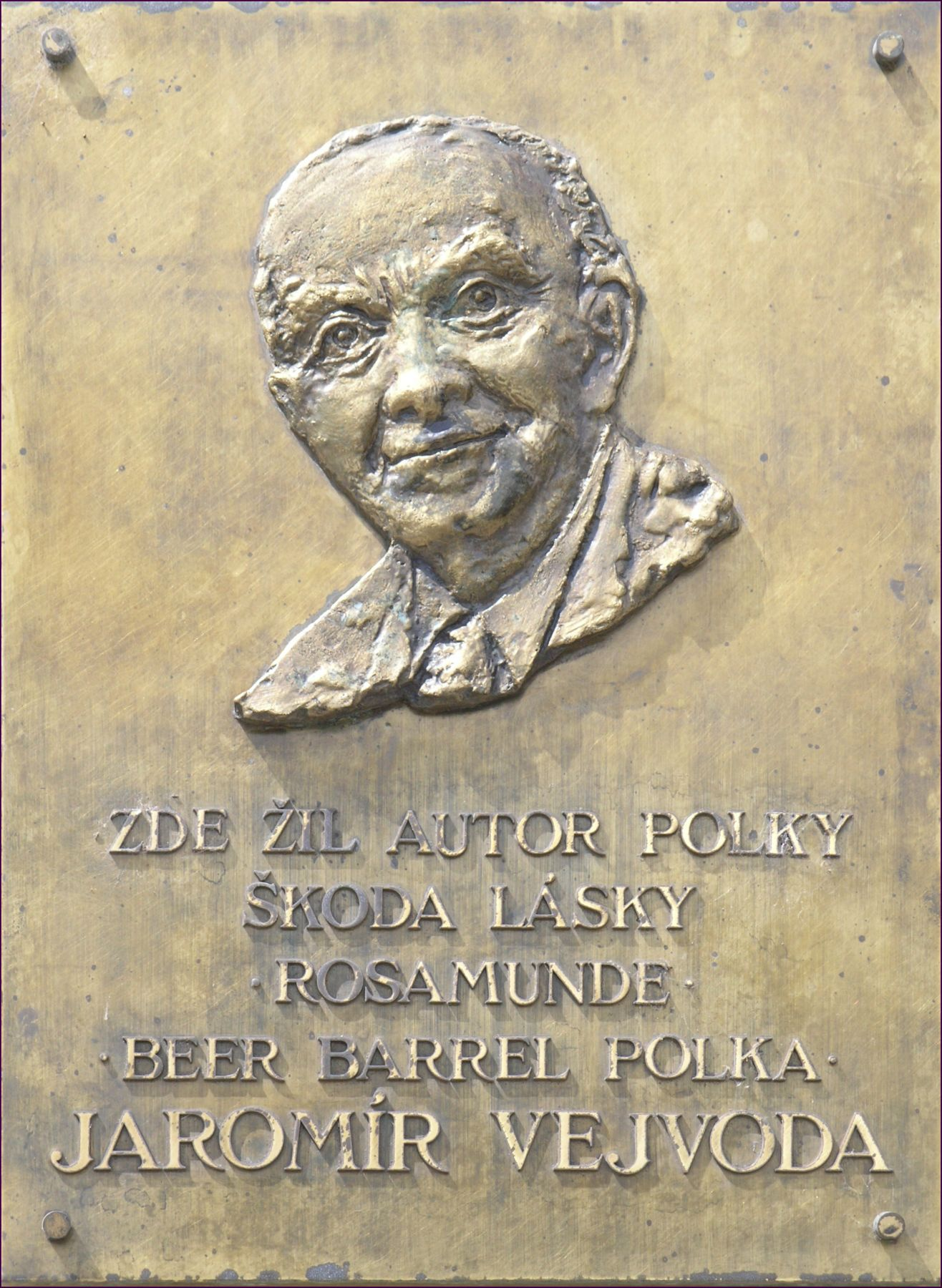
Památník Jaromíra Vejvody

Škoda lásky je populární píseň, kterou složil český skladatel Jaromír Vejvoda.

## Instrumentální verze
Píseň složil v roce 1927 zbraslavský skladatel populární hudby Jaromír Vejvoda pod názvem „Modřanská polka“ – inspiroval se přitom motivem polky modřanského učitele klavíru Ferdinanda Benáčana a také premiéru měla takto skladba právě v Modřanech. V následujících letech ji Vejvoda hrál se svým orchestrem. První nahrávku na gramofonové desce od firmy Esta však interpretovala Benešova dechová hudba.
V roce 1929 přidal Vejvoda do skladby i tehdy chybějící basfigury, čímž vznikla prakticky konečná verze notového záznamu.

## Textovaná verze
V roce 1934 byl Vejvoda požádán nakladatelstvím Jana Hoffmanna, aby skladbu rozšířil na aranžmá pro dechový i pro smyčcový orchestr. Skladbu přitom otextoval Vašek Zeman a nazval ji dodnes používaným názvem Škoda lásky s podtitulem Modřanská polka. Smutný příběh, který se v písni odehrává, přitom ostře kontrastuje s veselou melodií.
Píseň pak byla postupně zaznamenána i zahraničními interprety a společnostmi, z nichž většina ignorovala tragičnost původního Zemanova textu a snažila se o jásavý tón.
- V roce 1938 německý akordeonista Will Glahé získal zlaté album za prodej více než milionů kusů německé verze pod názvem Rosamunde.
- V roce 1939 píseň pronikla do USA pod názvem Beer Barrel Polka, upravili ji Lew Brown a Wladimir Timm včetně anglického textu a názvu.
- Během druhé světové války byla píseň přeložena do mnoha dalších jazyků a rychle se stala velmi populární mezi vojáky na všech frontách – zpívali si ji jak Němci (Rosamunde), tak Angličané (Roll out the Barrel) a Američané (Here Comes the Navy jako neoficiální hymna amerického námořnictva).
- Už v průběhu války píseň do svého repertoáru zařadili například Andrews Sisters, orchestr Glenna Millera, Benny Goodman nebo Billie Holiday. Po válce pak například Lawrence Welk, Liberace, Frank Yankovic, The Grateful Dead, Bobby Vinton, Willie Nelson, Frank Sinatra, Mitch Miller, Southside Johnny & The Asbury, Luciano Pavarotti...

Existuje ještě další verze českého textu – rozšířená až po válce a již se nenazývá Škoda lásky, ale Pojď sem s tím sudem a zjevně navazuje na zahraniční úspěch Beer barrel polky.
V archivu rodiny Vejvodů, který spravují všichni tři synové společně, je zaregistrováno 14 různých názvů a 27 textů[zdroj?] v různých jazycích.

## Zajímavosti
Jaromír Vejvoda coby autor uzavřel v roce 1934 smlouvu na šíření písně s nakladatelstvím Jan Hoffmann – vdova, na základě které měl získávat polovinu výtěžku z jakéhokoliv provozování své polky. V roce 1939 postoupila paní Hoffmannová americkému producentovi Shapiru Bernsteinovi subnakladatelská práva pro tamní trh, přičemž bylo pamatováno i na odměnu pro autora. Nicméně když paní Hoffmannová v roce 1945 emigrovala z Československa, pokračoval sice její právní monopol i nadále, ale tantiémy se k autorovi dostávaly stále slaběji a po roce 1948 (kdy navíc československé úřady sebraly Vejvodovi živnostenská oprávnění na hospodu i kapelu a donutily ho pracovat jako skladníka) se již nedostaly téměř vůbec, přestože šlo o částky již v řádu milionů korun a dosud nebylo zjištěno, kde skončily.
Vejvodovi se tak dostávala spíše symbolická ocenění, kterých si vážil o to více. Generál Dwight D. Eisenhower údajně prohlásil, že jeho píseň pomohla Spojencům vyhrát II. světovou válku (přestože tutéž píseň si zpívali i poražení Němci). V roce 1981 převzal Vejvoda v Dortmundu cenu radia Luxemburg a stanice ZDF Zlatý lev za Škodu lásky jako jednu z 20 nejúspěšnějších lidových písní. V roce 1987 byl při příležitosti Vejvodových 85. narozenin a 60. výročí vzniku písně vydán v USA známkový aršík a poštovní razítko s názvem Beer Barrel Polka, jehož součástí je notový zápis s částí anglického textu Roll out the Barrel.
V mnoha zemích tato píseň doslova zdomácněla, takže se často mělo za to, že jde o místní lidovou píseň. Tento jev pěkně ilustruje případ britského řidiče autobusu Billa Jonese, který při zájezdě svých krajanů do Československa v roce 1964 vehementně obhajoval anglický původ písně a vsadil se, že pokud to není pravda, tak do ČSSR přijede i se svým londýnským double-deckerem. Po setkání s Vejvodou a seznámení se s důkazy se samozřejmě zachoval jako gentleman a skutečně i s rodinou a skupinou přátel do ČSSR znovu přijel právě tímto autobusem (což byl možná i první případ, kdy tento autobus opustil britské území). Podobným případem byl ještě v 80. letech tehdejší německý ministr zahraničí Hans-Dietrich Genscher, který si byl tak jist, že jde o původně německou písničku, že se veřejně vsadil... a samozřejmě prohrál.
V roce 1995 doprovázela tato píseň do vesmíru i posádku raketoplánu Discovery, která ji používala jako budíček.
Škoda lásky se opakovaně umisťovala na prvních místech různých rozhlasových anket a dne 8. 1. 2000 byla vyhlášena jako Hit století v rámci stejnojmenné soutěžní ankety Českého rozhlasu.

## Odrazy v kultuře
Píseň byla v instrumentální i zpívané verzi použita v řadě jiných děl:
- Moře je náš osud (orig. In Which We Serve) – film, válečné drama, Velká Británie 1942
- Lidská komedie (orig. The Human Comedy) – film, romantická komedie, USA 1943
- Srdce v zajetí (orig. The Captive Heart) – film, válečné drama, Velká Británie 1946
- Nejlepší léta našeho života (orig. The Best Years of Our Lives) – film, válečné romantické drama, USA 1946
- Noc v Casablance (orig. A Night in Casablanca) – film, válečně-kriminální parodie, USA 1946
- Ročník 21 (orig. Jahrgang 21) – film, válečné drama, ČSR&NDR 1957
- Osud člověka (orig. Судьба человека) – film, životopisné válečné drama, SSSR 1959
- Nejdelší den (orig. The Longest Day) – film, válečné drama, USA 1962
- Atentát – film, válečné drama, ČSSR 1964
- Londýnský autobus – film, dokument, ČSSR 1965
- Nebeští jezdci – film, válečné drama, ČSSR 1968
- M*A*S*H – televizní seriál, válečné komediální drama, USA 1972–1983
- Diskotéka pro starší a pokročilé – televizní hudební revue, ČSSR 1982. Skladbu v rozšířené verzi hrál orchestr Václava Hybše, originální text o lásce zpívaly Eva Pilarová a Petra Černocká, navazující „pivní“ text potom Jiří Korn, Josef Zíma, Karel Černoch a Milan Chladil.
- Obecná škola – film, ČSFR 1991
- Všichni domů (orig. Tutti a casa) – film, válečná komedie, Itálie 1960
- Kocour v botách: Poslední přání -  film, animovaný, USA, 2022

## Názvy v jiných jazycích
| - anglicky    | - Beer Barrel Polka - Roll out the Barrel - Here comes the Navy                |
| - německy     | - Rosamunde - Böhmische Polka                                                  |
| - francouzsky | - Frida oum Papa                                                               |
| - švédsky     | - Ut i naturen - Dags för en polka                                             |
| - dánsky      | - Hvor er min Kone                                                             |
| - finsky      | - Tonttujen joulupolkka - Böömiläinen polkka                                   |
| - maďarsky    | - Sej-haj Rozi                                                                 |
| - italsky     | - Rosamunda                                                                    |
| - portugalsky | - Barril de Chopp                                                              |
| - španělsky   | - Polka del Barril - El Barrilito                                              |
| - japonsky    | - Beer Taru polka                                                              |
| - polsky      | - Banda - "My młodzi, my młodzi, nam bimber nie zaszkodzi..." - Szkoda miłości |
| - nizozemsky  | - Rats, kuch en bonen                                                          |
| - lotyšsky    | - Labākie gadi - Pažārnieke un meitenes                                        |
| - rusky       | - Розамунда                                                                    |
| - ukrajinsky  | - Не вернуться роки мої молоді                                                 |